# Humberto López y Guerra
H.L. Guerra (Humberto López y Guerra), född 12 augusti 1942 i Matanzas, Kuba, är en svensk författare, filmregissör, manusförfattare och journalist. 
Han är son till Humberto López, licentiat i pedagogik, och Maria Josefa Guerra, ägare av och rektor för en privatskola i Matanzas. Vid 15 års ålder började han arbeta med teatergruppen Grupo Teatral Atenas i hemstaden Matanzas, där de spelade på Sauto Teater och på Ateneo.
Efter Fidel Castros revolution 1959 började Humberto López y Guerra arbeta på det nygrundade Kubanska filminstitutet (ICAIC). Som producent och fotograf deltog han bland annat som krigskorrespondent i Grisbukten i april 1961. Under dessa första år av den kubanska revolutionen producerade han ett tiotal dokumentärfilmer. Under 1962 och 1963 arbetade López y Guerra som producent för journalfilmerna ”Noticiero ICAIC”. 
1963 erhöll han stipendium för att studera regi vid Deutsche Hochschule für Filmkunst  i Babelsberg i forna Östtyskland. Inom ramen för studierna gjorde han filmerna ”90 Meter Liebe” och  "Carlos". Sista året vid filmskolan studerade han dramaturgi och skådespelarregi vid Berliner Ensemble där han arbetade som regiassistent till Uta Birnbaums scenuppsättning av ”Mann ist Mann” av Berthold Brecht. 
Efter filmskolan i Babelsberg återvände han till Kuba 1967 och började då som redaktör för journalfilmerna ”Noticiero ICAIC”. Han regisserade även dokumentärfilmerna ”Juventud 67” och ”Cordón de la Habana” som förbjöds av den kubanska filmcensuren. 
1968 lämnade han Kuba och återvände till Europa, först till Tyskland, där han fick politisk asyl. 

## Sverige
I slutet av 1968 kom han till Sverige och fick anställning som radioproducent vid Sveriges Radio Utlandsprogrammet. Anställningen som radioproducent varade i sammanlagt 25 år med avbrott för filmskapandet.
1969 gjorde han sin första film i Sverige ”Choose your Hero”, en film som producerades av Lennart Palmqvist på Indra Film och som kom att representera Sverige samma år vid filmfestivalen i Pesaro i Italien. ”Choose your Hero” handlar om de amerikanska desertörer som flydde Vietnamkriget och bosatte sig i Sverige. 
Under 1972 arbetade han som redigerare med SVT-programmet ”Världen i fokus” om Spanien tillsammans med Tom Alandh och producenten Bertil Askelöf. År 1973 fick han tillsammans med sina kollegor på den spanska redaktionen vid utlandsprogrammet den Stora upphovsrättsstipendiet 1974 från Sveriges Radios Tjänstemannaklubb. Samma år gjorde han som filmfotograf en dokumentärfilm om René Char, en film om den surrealistiska franska poeten, producerad av Svenska Filminstitutet.
Hans genombrott som regissör i Sverige blev filmatiseringen av "Federico García Lorca: Mordet skedde i Granada” som producerades av Göran Bengtson, SVT 1976. Filmen blev en stor framgång och såldes till ett tiotal länder, bland andra Spanien, Frankrike, Tyskland och USA, och representerade Sverige i en rad filmfestivaler, bland andra Lille Film Festival 1977 i Frankrike, Festival dei Populi 1977 i Florens, Italien, Festival de Cine en Barcelona 1978, Filmfestivalen i Paris 1993. I oktober 1980 beskriver New York Times visningen av filmen i den spanska televisionen som ett av de program som hade mest TV-tittare i den spanska televisionens historia.
1977 regisserade han ”Poesin blev min räddning” en dokumentär om Vicente Aleixandre, nobelpristagare i litteratur 1977. Filmen producerades av Göran Bengtson för SVT. År 1978 filmade han för SVT den första TV-dokumentärserien om Spanien efter Francos död 1975. År 1978 gjorde han dokumentärfilmen "Arrabal" om den spanska dramatikern Fernando Arrabal. ”Arrabal” representerade Sverige i flera filmfestivaler, bland annat i ”22 Semana Internacional de Cine de Barcelona”. ”Arrabal” valdes ut att representera Sverige i Prix Italia 1981.
1980 regisserade och producerade  han "Det långa straffet" , om Kubas revolutionshjälte och politiska fånge Huber Matos. Filmen representerade Sverige vid Emmy Award i New York 1981. Under 80-talet producerade han för Radio Sweden, "Enfoque Cultural" ett kulturprogram som den spanska redaktionen sände till ett 70-tal radiostationer i Latinamerika. 
1987 regisserade han och skrev manus till "Ondskans år"  för SVT. Serien bygger på en idé av Anderz Harning. Det är en berättelse i tre delar om en ung pojkes uppväxt i ett svenskt nazisthem under andra världskriget. TV-serien tilldelades 1989 Nordvisionens pris för bästa nordiska TV-serie. Samma år regisserade han flera kortpjäser för SVT, bland annat "Vinnaren" med manus av Kent Andersson och Carl Zetterström samt "Daghemmet Lyckan" av Marianne Goldman. Åren 1989–1990 regisserade han och skrev manus till TV-serien "Castro's Cuba" , 80- och 90-talet mest omfattande tv-serie om Kuba  som visades i Latinamerika, USA och Australien .
2012 publicerade han sin första roman "Förrädare från Prague" (El traidor de Praga) som presenteras i Madrid, Stockholm, New York och i Miami Internationella Bokmässan (nov.2012) . The Miami Herald (spanska)  kallar romanen en milstolpe i genren i den spanska litteraturen.
2016 publicerades hans andra roman "Triángulo de espías” (Spiontriangel) ISBN 978-84-9074-411-6, Editorial Verbum 2016, andra delen i en trilogi i vilken ”El traidor de Praga” (Förrädaren från Prag) var första delen.  ”Triangulo de espías” presenterades i Miami International Book Fair 2016.

## Filmografi
Regi
- 90 Meter Liebe (1965) kortfilm. Fiktion. Produktion DHFK
- Carlos(1966) kort film. Fiktion. Produktion DHFK
- El entierro de Benny Moré (1963)  Noticiero ICAIC No 142.
- Juventud 67 (1967) dokumentär. Produktion ICAIC. Filmen förbjöds av den kubanska filmcensuren.
- El Cordón de La Habana (1967) kortfilm. Produktion ICAIC
- Choose your Hero dokumentär. Produktion Indra Film, Stockholm
- Federico García Lorca: Mordet skedde i Granada dokumentär. Produktion SVT
- Två år efter Franco (1978) dokumentär TV-serie. Produktion SVT
- Arrabal(1978) dokumentär. Produktion SVT
- Det långa straffet(The Sentence) (1980) dokumentär. Produktion SVT
- Ondskans år.(1987) Fiktion. TV-serie. Produktion SVT
- Vinnaren. (1987) Fiktion. TV-serie. Produktion SVT
- Daghemmet Lyckan. (1988) Fiktion. TV-serie. Produktion SVT
- Castro's Cuba(1989) dokumentär. TV-serie. Produktion Vega Film AB, Stockholm

Fotografi
- 90 Meter Liebe
- Choose your Hero
- René Char (1973) dokumentär. Produktion SFI
- Det långa straffet
- Castro's Cuba, tillsammans med fotografen Ramón F. Suárez.

Manus
- 90 Meter Liebe
- Carlos
- Juventud 67
- Choose your Hero
- Federico García Lorca: Mordet skedde i Granada
- Två år efter Franco
- Arrabal
- Det långa straffet
- Ondskans år
- Castro’s Cuba
- Den demokratiske terroristen (1989), manus tillsammans med Jan Guillou för SVT-Malmö.
- Svea Pensionat (1993) Produktion SFI

## Romaner
- Förrädaren från Prag (El traidor de Praga, Verbum, 2012)[15] ISBN 978-84-7962-738-6
- Synopsis: El traidor de Praga (Verbum, 2012) länkar samman Prag, Washington, Sydjemen, Paris, Sitges, Madrid, Havanna, Genève och Panama City. Romanen tar med läsaren i en virvelvind under kommunismens sista dagar i Östeuropa, då hotet om terroristceller redan skymtade på horisonten. En roman med en så häpnadsväckande berättelse full av verkliga karaktärer och händelser att  fiktion och historia blir oskiljbara. El traidor de Praga blottlägger underbyggnaden av internationellt spionage med sådana detaljer, att vi aldrig med säkerhet kommer att veta om det verkligen har ägt rum, men allt är möjlig.

- Spiontriangel, (Triángulo de espías, Editorial Verbum, 2016)[16] ISBN 978-84-7962-738-6
- Synopsis: Det mystiska mordet på en ung rysk kvinna i Stockholm orsakar ett operativ alert hos Säpo som omedelbart lägger en rökridå runt brottet. Säpo, Stig Bohman, ansvarar för att störa polisens arbete som leds av kommissarie Gunnar Jansson och hans assistent Anna Palmqvist. Anledningen är att flickan – som enligt kvällstidningarna är en östeuropeisk prostituerad som dött av en överdos heroin – är dotter till Alvaro Espinosa, en kubansk överste som är villig att hoppa av och sälja hemlig information från Castros regim till amerikanerna.

Manuel C. Díaz / Miami Herald: "Spiontriangel är en stor spionroman. Jag kan inte hitta ett bättre sätt att beskriva den. […] Med denna roman har Humberto Lopez y Guerra visat, som han också gjorde i Förrädaren från Prag, att spionerna inte kommer från kylan. De kan komma från den tropiska värmen. I själva verket är de redan här. När allt kommer omkring är de bara nittio miles från oss".
- Den ofrivillige spionen (Saturn Förlag, 2018)[18] ISBN 9789163985027
- Synopsis:  En förtidspensionerad undersökande journalist hittas mördad i Vasaparken. Kriminalkommissarie Anna Palmquist utreder fallet som snart visar sig ha kopplingar till ett trettio år gammalt olöst mord. Finns det, trots att det har gått så många år, något samband mellan de båda morden? Anna vänder sig till sin före detta chef och gode vän Gunnar Jansson, pensionerad kriminalkommissarie, för att få hjälp. När deras utredning leder till upptäckten att före detta KGB och den nuvarande ryska underrättelsetjänsten SVR är inblandade i båda morden hamnar de i utkanten av en pågående hemlig utredning hos Säpo, som misstänker att en rysk mullvad gömmer sig i den svenska regeringsmaktens korridorer.
- Gryningens skuggor (Saturn förlag, 2021)[19] ISBN 9789198570489
- Synopsis: Den tolvårige Ismail smugglas ut från krigets Aleppo i Syrien via Turkiet och genom halva Europa för att som ensamkommande barn hamna i Sverige. Då visste han inte att han sex år senare skulle bli utvald av en av världens mest eftersökta IS-terrorister, hans egen morbror och välgörare Zahir Al Rachid, för att spela en avgörande roll i Islamiska Statens nya terrorplaner i Europa efter Kalifatets sammanbrott. De framskridna planerna leder till en spektakulär och ödesdiger operation med fem inblandade underrättelsetjänster - svenska Säpo, tyska Verfassungsschutz (BfV), franska DGSI och amerikanska CIA. Tillsammans ska de avvärja IS nya terrorkrig som den märkliga alliansen mellan den ryska säkerhetstjänsten SVR och den turkiska underrättelseorganisationen MIT hjälper IS-terroristerna med.
- Gryningens skuggor är den andra delen av H.L. Guerras spionserie, efter den framgångsrika Den ofrivillige spionen, en brännande aktuell spionthriller som med historisk noggrannhet beskriver de politiska intriger som de västerländska underrättelsetjänsternas blir indragna i när de kämpar för att vinna det hemliga kriget mot islamisk terrorism och mot den växande högerextremistterrorism som i grunden har samma mål gemensamt: att undergräva den europeiska demokratin. I Gryningens skuggor är Stockholm, Antibes, Nice, Fayence, Köln, Istanbul och al-Hasakah i Syrien spelplatser där terrorister och spioner från öst och väst förbereder det avgörande slaget om EU:s framtid.

## Priser och nomineringar
- 1973 Stora upphovsrättsstipendiet Sveriges Radio Tjänstemannaklubb - med andra redaktörer från Radio Swedens spanska sändningar.
- 1977 Federico García Lorca: Mordet skedde i Granada, nominerad i Lille Film Festival 1977 i Frankrike, Il Festival dei Populi 19777 i Florens, Italien, Festival del Cine en Barcelona 1978, Filmfestivalen i Paris 1993.
- 1978 Arrabal, nominerad i 22 de la Semana Internacional del Cine de Barcelona.
- 1981 Arrabal, Prix Italia 1981.
- 1981 Det långa straffet nominerad att representera Sverige EMMY - New York.
- 1989 Ondskans år. Pris för bästa nordiska TV-serie Nordvision.
- 2012 Inbjuden till Miami Internationella Bokmässan med sin roman "Förrädaren från Prag" (El traidor de Praga.[20]
- 2016 Inbjuden till Miami Internationella Bokmässan med sin roman "Triángulo de espías" (Spiontringel).